# Ayşe Dittanova
Ayşe Dittanova, született Ayşe Dittan ukránul: Айше Діттанова, oroszul: Айше Диттанова (Dereköy, 1918. február 27. – New York, 2015. november 15.) krími tatár színésznő. A Krími Tatár Drámai Színház újjáéledésének kezdeményezője. Ukrajna érdemes művésze (1993).

## Életútja
1918. február 27-én született Dereköy faluban, amely jelenleg Jalta városához tartozik. 1933-ban a Szimferopoli Színházi Főiskolán szerzett diplomát. Ezt követően a Krími Drámai Színház társulatában kezdett dolgozni.
1937-ben a Szovjetunióban megkezdődtek a krími tatárok elleni elnyomások, Dittanova nővéreinek házastársait árulással vádolták meg és meggyilkolták őket. Mindezek ellenére nem hagyta el a színházat, bár csak kisebb epizódszerepeket kapott. A Bahcsiszeráji szökőkút című darabban játszott szerepe volt színpadi pályafutásának legjelentősebb alakítása.
1938-ban házasságot kötött Mecit Asanovval, aki szintén a Krími Tatár Színházban dolgozott. Házasságukból két lány és egy fiú született.
Amikor a második világháború kitört, más színpadi színészekkel együtt katonáknak tartott előadásokat a Krím-félszigeten, majd 1944-ben a tádzsikisztáni Leninabadba száműzték. 1946 és 1951 között a Leninabadi Orosz Drámai Színházban folytatta színművészi pályafutását, de a Szovjetunió totalitárius politikája miatt nemzeti – krími tatár eredetű – művészettel nem foglalkozhatott.
1989-ben visszatért a Krím-félszigetre, és azonnal elkezdett dolgozni a Krími Tatár Színház újraindításán. 1990 és 1996 között az újraindított színházban dolgozott.
1993-ban Ukrajna érdemes művésze címet kapott a kultúra fejlesztéséhez való jelentős hozzájárulásáért. 1996-tól New Yorkban élt, de többször járt a Krímben, és 2010-ben részt vett egy művészeti találkozón a Szimferopoli Krími Tatár Könyvtárban.
2014-ben felszólalt a krími tatárok deportálásának 70. évfordulója alkalmából rendezett ünnepségen, amelyet az ENSZ New York-i központjában tartottak.
Ayşe Dittanova 2015. november 15-én hunyt el New Yorkban.

## Díjai, elismerései
- Ukrajna érdemes művésze (1993)[3]

## Fordítás
- Ez a szócikk részben vagy egészben  az   Ayşe Dittanova című angol Wikipédia-szócikk ezen változatának fordításán alapul.  Az eredeti cikk szerkesztőit annak laptörténete sorolja fel. Ez a jelzés csupán a megfogalmazás eredetét és a szerzői jogokat jelzi, nem szolgál a cikkben szereplő információk forrásmegjelöléseként.